# Ibrahim Abd al-Hamid (zapaśnik)
Ibrahim Abd al-Hamid znany także jako Ibrahim Abd al-Madżid (arab. إبراهيم عبدالمجيد , إبراهيم عبد الحميد; ur. w Aleksandrii) – egipski zapaśnik walczący w stylu wolnym. Olimpijczyk z Londynu 1948, gdzie zajął ósme miejsce w wadze piórkowej do 62 kg.